# Francis Russell, IX duca di Bedford
Francis Russell, IX duca di Bedford (Londra, 16 ottobre 1819 – Londra, 14 gennaio 1891), è stato un politico e agronomo britannico.

## Biografia

### I primi anni
Era il figlio del generale Lord George William Russell e Lady Elizabeth Anne Rawdon, e nipote di John Russell, VI duca di Bedford, nacque a Curzon Street, Londra.

### La carriera politica e militare
Nel 1838 prestò servizio nella Guardia Scozzese. Era un membro liberale del Parlamento per Bedfordshire tra il 1847 e il 1872, quando ereditò il ducato e prese il suo posto alla Camera dei Lord. Nel 1886, lasciò il partito di William Ewart Gladstone e divenne un unionista.
Si interessò all'agricoltura e la sperimentazione nella sua tenuta di Woburn Abbey ed è stato Presidente della Royal Agricultural Society nel 1880.
Il 1º dicembre 1880, è stato nominato Cavaliere della Giarrettiera. Dal 1884 fino alla sua morte fu Lord Luogotenente di Huntingdonshire.
Morì nel 1891, all'età di 71 anni a 81 Eaton Square, Londra, suicidandosi con un colpo di pistola a causa della pazzia, mentre soffriva di polmonite. Dopo essere stato cremato al crematorio di Woking, le sue ceneri furono sepolte alla Cappella Bedford nella chiesa di San Michele a Chenies, nello Buckinghamshire.

## Matrimonio e figli
Sposò il 18 gennaio 1844 Lady Elizabeth Sackville-West, figlia di George West, V conte de la Warr. Ebbero quattro figli:
- George William Francis Sackville Russell (1852-1893);
- Lady Ella Monica Sackville Russell (1854-1936), morta celibe;
- Lady Ermyntrude Sackville Russell (1856-1927), sposò Edward Malet, IV Baronetto.
- Herbrand Arthur Russell, XI duca di Bedford (1858-1940)

## Ascendenza
|                                     |                               |                                     | Genitori                                    |  |  | Nonni |  |  | Bisnonni                               |  |  | Trisnonni                        |  |
|                                     |                               |                                     |                                             |  |  |       |  |  | Francis Russell, marchese di Tavistock |  |  | John Russell, IV duca di Bedford |  |
|                                     |                               |                                     |                                             |  |  |       |  |  | Francis Russell, marchese di Tavistock |  |  | John Russell, IV duca di Bedford |  |
|                                     |                               | lady Gertrude Leveson-Gower         |                                             |  |  |       |  |  | Francis Russell, marchese di Tavistock |  |  |                                  |  |
| John Russell, VI duca di Bedford    |                               |                                     |                                             |  |  |       |  |  | Francis Russell, marchese di Tavistock |  |  |                                  |  |
|                                     |                               | lady Elizabeth Keppel               | Willem van Keppel, II conte di Albemarle    |  |  |       |  |  |                                        |  |  |                                  |  |
|                                     |                               | lady Elizabeth Keppel               | Willem van Keppel, II conte di Albemarle    |  |  |       |  |  |                                        |  |  |                                  |  |
|                                     |                               | lady Elizabeth Keppel               | lady Anne Lennox                            |  |  |       |  |  |                                        |  |  |                                  |  |
| lord George Russell                 |                               | lady Elizabeth Keppel               |                                             |  |  |       |  |  |                                        |  |  |                                  |  |
|                                     |                               | George Byng, IV visconte Torrington | George Byng, III visconte Torrington        |  |  |       |  |  |                                        |  |  |                                  |  |
|                                     |                               | George Byng, IV visconte Torrington | George Byng, III visconte Torrington        |  |  |       |  |  |                                        |  |  |                                  |  |
|                                     |                               | George Byng, IV visconte Torrington | Elizabeth Daniel                            |  |  |       |  |  |                                        |  |  |                                  |  |
| hon. Georgiana Byng                 |                               | George Byng, IV visconte Torrington |                                             |  |  |       |  |  |                                        |  |  |                                  |  |
|                                     |                               | lady Lucy Boyle                     | John Boyle, V conte di Cork                 |  |  |       |  |  |                                        |  |  |                                  |  |
|                                     |                               | lady Lucy Boyle                     | John Boyle, V conte di Cork                 |  |  |       |  |  |                                        |  |  |                                  |  |
|                                     |                               | lady Lucy Boyle                     | Margaret Hamilton                           |  |  |       |  |  |                                        |  |  |                                  |  |
| Francis Russell, IX duca di Bedford |                               | lady Lucy Boyle                     |                                             |  |  |       |  |  |                                        |  |  |                                  |  |
|                                     | John Rawdon, I conte di Moira | sir John Rawdon, III baronetto      |                                             |  |  |       |  |  |                                        |  |  |                                  |  |
|                                     | John Rawdon, I conte di Moira | sir John Rawdon, III baronetto      |                                             |  |  |       |  |  |                                        |  |  |                                  |  |
|                                     | John Rawdon, I conte di Moira | Dorothea Levinge                    |                                             |  |  |       |  |  |                                        |  |  |                                  |  |
| hon. John Theophilus Rawdon         | John Rawdon, I conte di Moira |                                     |                                             |  |  |       |  |  |                                        |  |  |                                  |  |
|                                     |                               | lady Elizabeth Hastings             | Theophilus Hastings, IX conte di Huntingdon |  |  |       |  |  |                                        |  |  |                                  |  |
|                                     |                               | lady Elizabeth Hastings             | Theophilus Hastings, IX conte di Huntingdon |  |  |       |  |  |                                        |  |  |                                  |  |
|                                     |                               | lady Elizabeth Hastings             | lady Selina Shirley                         |  |  |       |  |  |                                        |  |  |                                  |  |
| Elizabeth Anne Rawdon               |                               | lady Elizabeth Hastings             |                                             |  |  |       |  |  |                                        |  |  |                                  |  |
|                                     |                               | Joseph William Hall-Stevenson       | John Hall-Stevenson                         |  |  |       |  |  |                                        |  |  |                                  |  |
|                                     |                               | Joseph William Hall-Stevenson       | John Hall-Stevenson                         |  |  |       |  |  |                                        |  |  |                                  |  |
|                                     |                               | Joseph William Hall-Stevenson       | Anne Stevenson                              |  |  |       |  |  |                                        |  |  |                                  |  |
| Frances Hall-Stevenson              |                               | Joseph William Hall-Stevenson       |                                             |  |  |       |  |  |                                        |  |  |                                  |  |
|                                     |                               | Anne Foster                         | …                                           |  |  |       |  |  |                                        |  |  |                                  |  |
|                                     |                               | Anne Foster                         | …                                           |  |  |       |  |  |                                        |  |  |                                  |  |
|                                     |                               | Anne Foster                         | …                                           |  |  |       |  |  |                                        |  |  |                                  |  |
|                                     |                               | Anne Foster                         |                                             |  |  |       |  |  |                                        |  |  |                                  |  |